# Cayucos
Cayucos ist ein census-designated place (CDP) im San Luis Obispo County im US-Bundesstaat Kalifornien mit 2505 Einwohnern (Stand: 2020). Der Ort liegt an der Küste nahe dem U.S. Highway 101.
Die Ortschaft ist aus einem spanischen, im Jahre 1842 gegründeten Landgut mit dem Namen Rancho Moro y Cayucos hervorgegangen. Im Jahre 1867 hat James Cass angefangen, auf diesem Gebiet eine Siedlung zu bauen. Im Jahre 1871 wurde eine Hafenanlage gebaut, im Jahre 1875 wurde die Ortschaft zu einer Stadt erklärt.

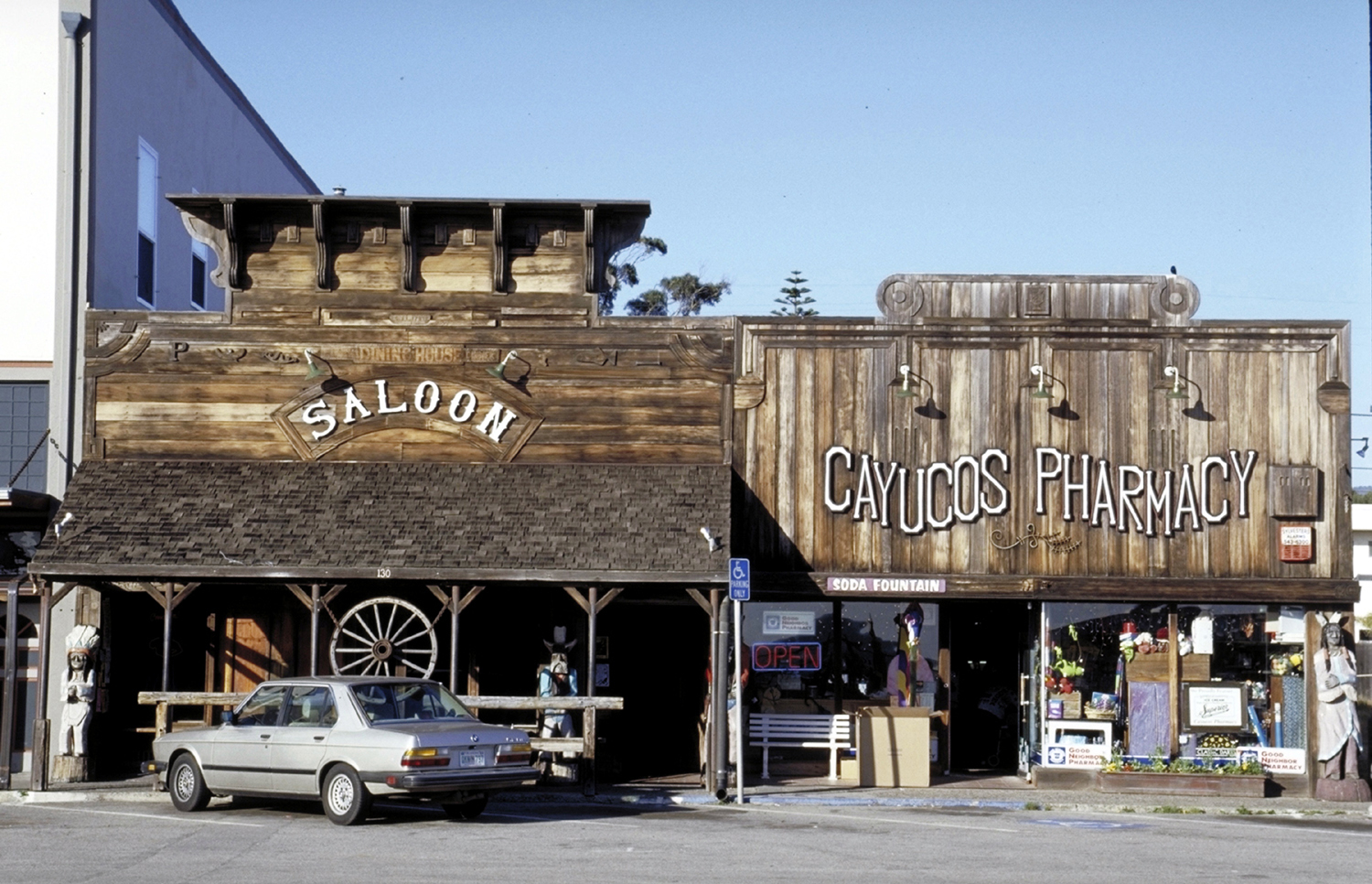
Downtown

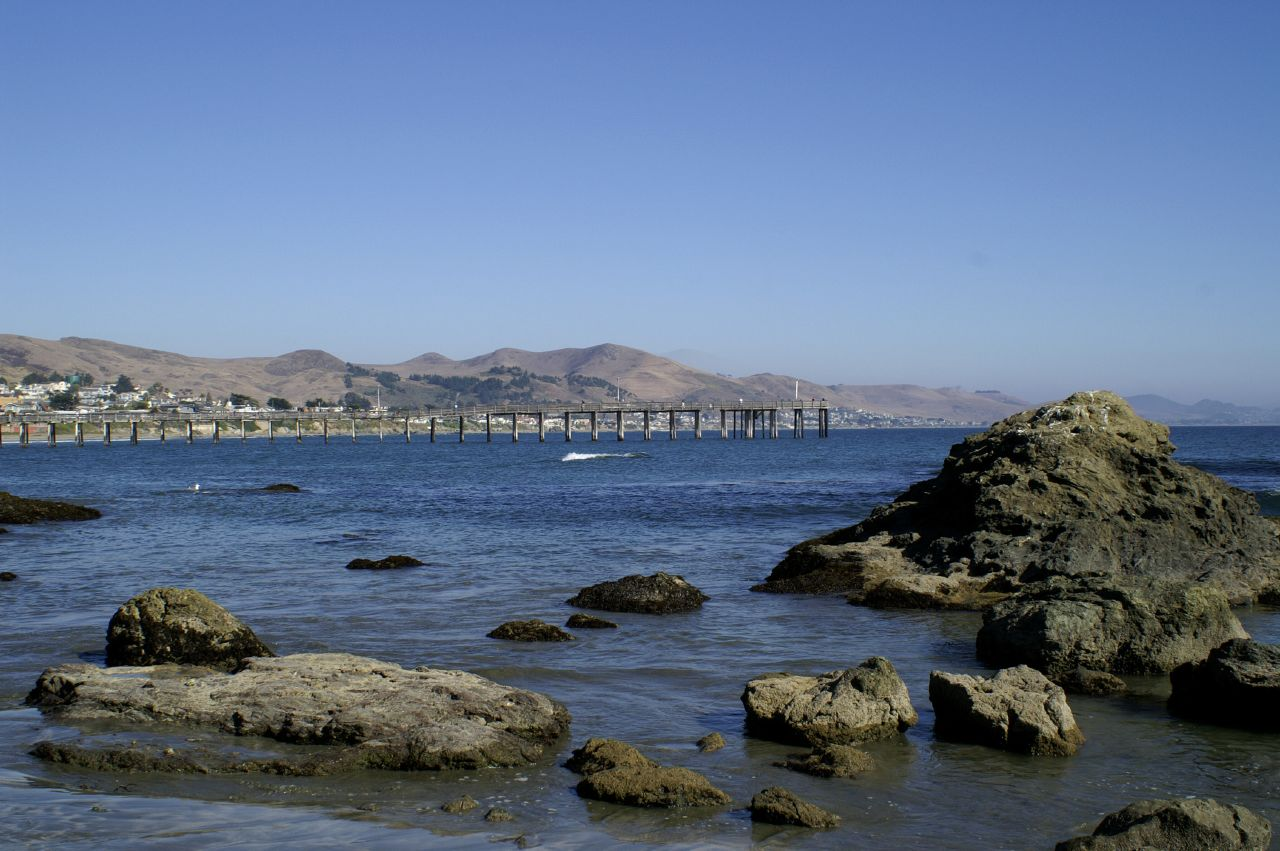
An der Meeresküste